# 八千麻袋事件
八千麻袋事件指清代内阁大库档案辗转、拍卖、散失的事件。1921年北洋政府教育部与历史博物馆出卖内阁大库档案，致使明清档案散失。

## 历史
北京紫禁城内阁大库在明孝宗时修建，存放有大量明清档案。宣统元年（1909年），经学部参事罗振玉报张之洞上奏，这批档案交由学部管理。学部将档案存放在国子监和学部大堂。1912年北洋政府教育部成立历史博物馆，档案移至午门、端门门洞。:178
1921年，历史博物馆因经费困难，报请教育部，把大部分档案装为八千麻袋，约15万斤，以銀圓4000元卖给北京的同懋增纸店。该店购得后，挑了部分档案出售，大部分准备分送定兴、唐山作重造纸料。1922年2月，罗振玉得知后，以数倍价格从同懋增纸店购回这批档案，后将其编印成《史料丛刊初编》十册。1924年，罗振玉将档案转卖给李盛铎，价格是1.6万元，分量约12万斤。李盛铎将档案转卖给中央研究院历史语言研究所（简称“史语所”）。中日战争前夕，史语所将部分档案携至南京，又随史语所迁往四川李庄，最后迁到台湾。史语所未运部分1954年被故宫档案馆（现中国第一历史档案馆，简称“一史馆”）接收。
罗振玉继续购买散失的内阁大库档案。1928年，罗振玉将档案带到旅顺。1933年，由满洲国和日本政府资助，罗振玉在旅顺成立大库旧档整理处。1936年，罗振玉自己留下200余件档案，将6万余件档案捐给国立奉天图书馆，这批档案1958年被故宫档案馆接收。
1943年，满铁奉天图书馆将一批档案移交满铁大连图书馆（大连图书馆前身）。学者鉴定认为确是内阁大库散失的档案，但不能确定这部分档案是罗振玉所购“八千麻袋”的一部分。

## 评论
1918年，奉时任北洋政府教育总长傅增湘指派，教育部佥事鲁迅等人搬了若干麻袋到教育部。鲁迅于1927年12月写了《谈所谓〈大内档案〉》一文。鲁迅透露，在搬运过程中，从工役到教育次长、总长，都有偷档案的。鲁迅评论：“中国公共的东西，实在不容易保存。如果当局者是外行，他便将东西糟完，倘是内行，他便将东西偷完。而其实也并不单是对于书籍或古董。”:179